# (I Can't Get No) Satisfaction
(I Can't Get No) Satisfaction är en låt lanserad på singel 1965 av den brittiska rockgruppen The Rolling Stones. Det är en av gruppens signaturlåtar som toppade listorna i många länder i världen då det begav sig. Låten innebar Rolling Stones stora genombrott i USA då den blev deras första singeletta där, samt blev guldcertifierad av RIAA. I hemlandet Storbritannien blev den deras fjärde listetta. Den spelas på de flesta av gruppens konserter och har funnits med på flera av deras samlingsalbum, till exempel Big Hits (High Tide and Green Grass) (1965), Rolled Gold+: The Very Best of the Rolling Stones (1975), Forty Licks (2002) och GRRR! (2012). 
Låten är bland många ansedd som en av de bästa låtar som någonsin har spelats in och kom på andra plats när tidningen Rolling Stone år 2004 rankade de 500 bästa låtarna genom tiderna i världen.
Låten har sedan den släpptes spelats in av en stor mängd artister. Otis Redding gjorde en av de tidigaste inspelningarna till albumet Otis Blue: Otis Redding Sings Soul. Hans version har ett brassriff istället för som Rolling Stones version gitarriff och blev en hyfsat stor singelhit. 1967 spelades den in av Aretha Franklin (albumet Aretha Arrives). Devo spelade in en kraftigt omarbetad version av låten till sitt debutalbum Q. Are We Not Men? A: We Are Devo! 1978.

## Listplacering
| Lista (1965)   | Topplacering |
| -------------- | ------------ |
| Danmark        | 1            |
| Finland        | 1            |
| Flandern       | 6            |
| Irland         | 1            |
| Kanada         | 3            |
| Nederländerna  | 1            |
| Norge          | 1            |
| Storbritannien | 1            |
| Sverige        | 1            |
| Tyskland       | 1            |
| USA            | 1            |
| Österrike      | 1            |